# Éditions de Pinocchio
Pour un article plus général, voir Les Aventures de Pinocchio.
Les Aventures de Pinocchio paraissent d'abord dans un hebdomadaire pour enfants, puis sous la forme de livres dans de nombreuses éditions, toutes ces publications, en premier lieu dans le périodique puis dans les versions "reliées", intéressant depuis lors collectionneurs bibliophiles ou amateurs de Pinocchio.

## Édition originale du "Giornale per i bambini"
Pinocchio commence à paraître dès le premier numéro du Giornale per i bambini (Journal pour les enfants, en italien), le 7 juillet 1881. En tout, ses aventures paraissent ainsi en feuilleton dans 26 numéros de l'hebdomadaire, avec des interruptions, jusqu'au 25 janvier 1883.
Cette diffusion dans le premier journal pour la jeunesse italienne s'adressant à une élite "petite bourgeoise", dans une Italie où la majorité des enfants sont alors illettrés et non scolarisés, n'a évidemment rien à voir avec les tirages des multiples éditions consécutives de livres "Pinocchio".
Le média journal a de plus une durée de vie courte, puisque non destiné a priori à être conservé par ses lecteurs, acheteurs voire abonnés.
Tout ceci fait que l'on ne trouve pas, sur le marché des périodiques anciens, d'exemplaires du Giornale per i bambini contenant les épisodes de "Pinocchio", ceux-ci datant de près de 143 ans pour le plus ancien.
Quand bien même il en existerait, seules les grandes bibliothèques et les riches collectionneurs seraient en mesure de faire face financièrement à l'achat de tels exemplaires.
La solution est donc, pour les collectionneurs privés, de se rabattre sur les quelques réimpressions anastatiques suivantes :

- Giornale per i bambini (Pinocchio 1881-1883), réimpression anastatique, éditions del Gallo Cedrone, L'Aquila, 1990 ;

- Giornale per i bambini (Pinocchio 1881-1883), réimpression anastatique des pages entières du journal, éditions Salimbeni, Florence, 1981 ;

- Giornale per i bambini (Pinocchio 1881-1883), réimpression anastatique du texte de Pinocchio uniquement (avec les illustrations correspondantes), éditions Polistampa, Florence 2002  (ISBN 8883045211).
Il Giornale per i bambini, numéros dans lesquels sont parus Le Avventure di Pinocchio - Storia di un burattino.
| N° d'ordre | Numéro du journal | Date du journal | Chapitres du journal | N° des pages du journal | Chapitres correspondants du livre |
| ---------- | ----------------- | --------------- | -------------------- | ----------------------- | --------------------------------- |
| 1          | 1                 | 7 juillet 1881  | I, II                | 3, 4                    | I, II                             |
| 2          | 2                 | 14 juillet 1881 | III                  | 17, 18                  | III                               |
| 3          | 5                 | 4 août 1881     | IV, V, VI            | 65, 66, 67              | IV, V, VI                         |
| 4          | 7                 | 18 août 1881    | VII                  | 99, 100                 | VII                               |
| 5          | 10                | 8 sept. 1881    | VIII, IX, X          | 145, 146, 147           | VIII, IX, X                       |
| 6          | 11                | 15 sept. 1881   | XI, XII              | 173, 174, 175           | XI, XII                           |
| 7          | 16                | 20 octobre 1881 | XIII                 | 241, 242                | XIII                              |
| 8          | 17                | 27 octobre 1881 | XIV, XV              | 261, 262                | XIV, XV                           |

| N° d'ordre | Numéro du journal | Date du journal  | Chapitres du journal | N° des pages du journal | Chapitres correspondants du livre |
| ---------- | ----------------- | ---------------- | -------------------- | ----------------------- | --------------------------------- |
| 9          | 7                 | 16 février 1882  | I                    | 98, 99                  | XVI                               |
| 10         | 8                 | 23 février 1882  | II                   | 199, 120, 121, 122      | XVII                              |
| 11         | 9                 | 2 mars 1882      | III, IV (début)      | 141, 142, 143           | XVIII, XIX                        |
| 12         | 10                | 9 mars 1882      | IV (fin)             | 148, 149                | XX                                |
| 13         | 11                | 16 mars 1882     | IV [(pour V) début]  | 166, 167                | XXI                               |
| 14         | 12                | 23 mars 1882     | V (suite)            | 178, 179                | XXII, XXIII                       |
| 15         | 18                | 4 mai 1882       | VI                   | 275, 276, 277           | XXIV                              |
| 16         | 19                | 11 mai 1882      | VII                  | 298, 299, 300           | XXV, XXVI                         |
| 17         | 20                | 18 mai 1882      | VIII                 | 315,316, 317, 318       | XXVII                             |
| 18         | 21                | 25 mai 1882      | IX                   | 332, 333, 334           | XXVIII                            |
| 19         | 22                | 1er juin 1882    | X                    | 341, 342, 343           | XXIX                              |
| 20         | 47                | 23 novembre 1882 | XI                   | 746, 747                | XXXe                              |
| 21         | 48                | 30 novembre 1882 | XII                  | 753, 754, 755, 747      | XXXI                              |
| 22         | 50                | 14 décembre 1882 | XIII                 | 786,787, 788            | XXXII                             |
| 23         | 51                | 21 décembre 1882 | XVI (pour XIV)       | 801, 802, 803, 804      | XXXIII                            |
| 24         | 52                | 28 décembre 1882 | XVI (pour XV)        | 824, 825, 826, 827      | XXXIV                             |

| N° d'ordre | Numéro du journal | Date du journal | Chapitres du journal | N° des pages du journal | Chapitres correspondants du livre |
| ---------- | ----------------- | --------------- | -------------------- | ----------------------- | --------------------------------- |
| 25         | 3                 | 18 janvier 1883 | XVII (pour XVI)      | 42, 43                  | XXXV                              |
| 26         | 4                 | 25 janvier 1883 | XVIII (pour XVII)    | 58, 59                  | XXXVI                             |

## Édition originale dePinocchio
La première édition originale de Pinocchio publiée chez Felice Paggi à Florence en 1883 et illustrée par Enrico Mazzanti se négocie actuellement chez les bibliophiles aux alentours de 75.000 euros (prix à l'époque : 2,50 lires).

Il existe une édition de 2002 en fac-similé de la précédente chez Giunti [Florence  (ISBN 8809206487)].

## Pinocchio illustré par Roland Topor
Le Pinocchio illustré par Roland Topor, Ivrea, Strenne Olivetti 1972, considéré comme un des plus beaux Pinocchio modernes (10 illustrations au trait et 12 en couleurs) vaut aux alentours de 750 euros sur le marché des livres anciens.

Une autre édition contemporaine de Pinocchio est illustrée différemment de celle de 1972 par Topor, elle est allemande [Carlo Collodi, Roland Topor, Pinocchios Abenteuer, Gina Hehayoff Verlag, München, 1995  (ISBN 3929078252)].

## Pinocchio illustré par Luigi et Maria Augusta Cavalieri
Une édition également très recherchée est celle de Luigi et Maria Augusta Cavalieri publiée en 1924 chez Salani à Florence.
Marie Augusta Cavalieri, au sujet de laquelle on ne dispose pas de notice bibliographique précise, mais qui s’avère collaboratrice assez active de la maison d’édition Salani dans les premières décennies du XXe siècle à Florence, est l’auteure des illustrations, des planches en  couleur hors texte et de la couverture de ces Aventures de Pinocchio. L'artiste, avec son  frère Luigi, offre sûrement une des plus délicates et mémorables interprétations du pantin des années 1920.
Il y a eu une réédition de cet ouvrage, toujours chez Salani, en 2002, en édition de luxe, avec coffret à tirage limité et numéroté (1 500 exemplaires), relié en soie dorée à l'or fin avec reproduction des illustrations originales de 1924  (ISBN 8884512344).

## Des livres de Pinocchio aux enchères
Des sites Internet comme EBay permettent de participer à des enchères bon marché de livres anciens (achats comme ventes), en France et à l'international. Le marché le plus actif et attractif des livres de Pinocchio est logiquement le marché italien, également le plus cher.
Plus le livre est ancien et plus les enchères montent. On peut distinguer différentes périodes pour lesquelles les prix sont particulièrement croissants selon leur ancienneté : avant la Première Guerre mondiale, entre les deux guerres mondiales, après la Seconde et jusqu’à nos jours.
Les marchés anglo-saxons présentent des livres intéressants, souvent anciens et à prix abordables.
Sur le marché français, il y a comparativement peu de livres anciens et la plupart datent d’après la Seconde Guerre mondiale.

À titre indicatif, on peut acheter un livre de Pinocchio, illustré par un dessinateur connu, à partir de 10 euros et jusqu’à plusieurs centaines d’euros.